# Casa na Travessa da Misericórdia, nº 43
A Casa na Travessa da Misericórdia, nº 43 é um edifício histórico na vila de Ferreira do Alentejo, no Distrito de Beja, em Portugal.

## Descrição
Este edifício apresenta uma mistura de vários estilos na sua construção, destacando-se os elementos neogóticos e neorenascentistas. Esta combinação é típica do romantismo e historicismo, correntes estilísticas dominantes no período em que a casa foi construída, nos finais do século XIX. A fachada está decorada com símbolos heráldicos e iniciais dos Vilhenas e de outras famílias importantes na vila, representando as uniões por matrimónio entre as diversas famílias, e com os escudos de armas dos Passanha, Fonseca, Lacerda e Mendonça, e dos Condes da Azambuja.

## História
Esta casa foi construída nos finais do século XIX, quando Ferreira do Alentejo passava por uma fase de crescimento económico, tendo sido propriedade do comendador José de Vilhena, membro de uma abastada família do concelho.

## Ligações Externas
- Casa na Travessa da Misericórdia, nº 43 na base de dados Ulysses da Direção-Geral do Património Cultural
- Casa na Travessa da Misericórdia, nº 43 na base de dados SIPA da Direção-Geral do Património Cultural